# Jack Hobbs (labdarúgó)
Jack Hobbs (Portsmouth, 1988. augusztus 18. –) angol labdarúgó, a Bolton Wanderers hátvédje.

## Pályafutása
Profi mérkőzésen először a Lincoln City színeiben léphetett pályára a hosszabbítás perceiben a Bristol Rovers ellen.
Nyáron a tizenhetedik születésnapján a Liverpool igazolta le és a tartalékcsapatba került.
Később a Scunthorpe United-hez, majd a Leicester City-hez szerződött kölcsönbe.
A 2009-es nyári átigazolási szezonban játékjogát végül a Leicester City végérvényesen megszerezte.
2011 júliusában hároméves szerződést írt alá a Hull City-hez, de a 2012. március 31-i Coventry City elleni bajnokin keresztszalag szakadást szenvedett és 8 hónap kényszerpihenőre kényszerült.
2013. július 16-án egyéves kölcsönszerződést írt alá a Nottingham Forest csapatához, majd a szezon végeztével a Vörösökhöz kötelezte le magát.

## Statisztika
| Klub                        | Szezon  | Bajnokság | Bajnokság | FA-kupa | FA-kupa | Ligakupa | Ligakupa | Európai kupaporond | Európai kupaporond | Egyéb | Egyéb | Összesen | Összesen |
| Klub                        | Szezon  | Meccs     | Gól       | Meccs   | Gól     | Meccs    | Gól      | Meccs              | Gól                | Meccs | Gól   | Meccs    | Gól      |
| --------------------------- | ------- | --------- | --------- | ------- | ------- | -------- | -------- | ------------------ | ------------------ | ----- | ----- | -------- | -------- |
| Lincoln City                | 2004–05 | 1         | 0         | 0       | 0       | 0        | 0        | -                  | -                  | 0     | 0     | 1        | 0        |
| Liverpool                   | 2007–08 | 2         | 0         | 0       | 0       | 3        | 0        | -                  | -                  | 0     | 0     | 5        | 0        |
| Scunthorpe Utd. (kölcsön)   | 2007–08 | 9         | 1         | 0       | 0       | 0        | 0        | -                  | -                  | 0     | 0     | 9        | 1        |
| Leicester City (kölcsön)    | 2008–09 | 44        | 1         | 2       | 0       | 1        | 0        | -                  | -                  | 0     | 0     | 47       | 1        |
| Leicester City              | 2009–10 | 44        | 0         | 2       | 0       | 1        | 0        | -                  | -                  | 2     | 0     | 49       | 0        |
| Leicester City              | 2010–11 | 26        | 0         | 2       | 0       | 2        | 0        | -                  | -                  | 0     | 0     | 30       | 0        |
| Hull City (kölcsön)         | 2011-12 | 13        | 0         | 0       | 0       | 0        | 0        | -                  | -                  | 0     | 0     | 13       | 0        |
| Hull City                   | 2011–12 | 40        | 1         | 2       | 0       | 1        | 0        | -                  | -                  | 0     | 0     | 43       | 1        |
| Hull City                   | 2012–13 | 22        | 0         | 0       | 0       | 0        | 0        | -                  | -                  | 0     | 0     | 22       | 0        |
| Nottingham Forest (kölcsön) | 2013–   | 5         | 0         | 0       | 1       | 0        | 0        | -                  | -                  | 0     | 0     | 6        | 0        |
| Összesen                    |         | 206       | 3         | 8       | 1       | 8        | 0        | -                  | -                  | 2     | 0     | 225      | 3        |

## Fordítás
- Ez a szócikk részben vagy egészben a Jack Hobbs (footballer) című angol Wikipédia-szócikk ezen változatának fordításán alapul.  Az eredeti cikk szerkesztőit annak laptörténete sorolja fel. Ez a jelzés csupán a megfogalmazás eredetét és a szerzői jogokat jelzi, nem szolgál a cikkben szereplő információk forrásmegjelöléseként.